# José Júnior
José Luis Guimarães Sanabio Junior, född 15 juni 1976 i Fortaleza, är en brasiliansk före detta fotbollsspelare med artistnamnet Júnior. Han kom till Malmö FF i juli 2006 från danska Odense BK. Den 31 januari 2008 meddelade Malmö FF att Junior lämnade klubben för FC Köpenhamn. 
Junior, som spelade som anfallare, gjorde under sin tid i Malmö FF 17 mål på 38 allsvenska matcher.